# Pavel Srniček
Pavel Srniček (ur. 10 marca 1968 w Ostrawie, zm. 29 grudnia 2015 tamże) – czechosłowacki i czeski piłkarz, który występował na pozycji bramkarza, reprezentant Czech (49 spotkań w kadrze narodowej), uczestnik ME 1996 oraz ME 2000.

## Kluby juniorskie
Pierwszym juniorskim klubem Pavla Srnička był TJ Viktorie Bohumín, w którym grał od 9 roku życia. W wieku 12 lat przeniósł się do zespołu lokalnego rywala, do drużyny TJ ŽD Bohumín. Tam trenował przez 3 lata po czym przeszedł do Baníku Ostrava, następnie przez rok bronił barw VTJ Tábor. Kolejne 2 sezony spędził w Dukli Praga.

## Kluby seniorskie
Pierwszym profesjonalnym klubem Pavla Srnička był Baník Ostrava; wcześniej grał przez 2 sezony w drużynach juniorskich tego klubu. W pierwszym zespole zadebiutował w sezonie 1990/1991. Rozegrał w nim 30 spotkań i był podstawowym zawodnikiem drużyny. Jego dobra postawa zaowocowała zainteresowaniem zespołu Newcastle United i transferem do angielskiej Premiership za 350 tys. funtów. Tam dopiero po dwóch latach dostał szansę gry i dołączył do pierwszej drużyny. Jego konkurentem do miejsca w składzie miał być Shaka Hislop, reprezentant Trynidadu i Tobago, który jednak nabawił się kontuzji i musiał przejść rehabilitację. Pavel wykorzystał szansę, stał się filarem swojej drużyny i był podstawowym bramkarzem aż do 1997 roku. Wtedy to klub sprowadził Shaya Givena, bramkarza reprezentacji Irlandii. Pavel przez rok siedział na ławce rezerwowych, po czym zdecydował się wrócić do poprzedniego klubu. W ciągu siedmiu sezonów w barwach Newcastle rozegrał 149 spotkań.
Srniček jeszcze dobrze nie zadomowił się w Ostrawie, a już dostał kolejną ofertę z wysp brytyjskich i po rozegraniu zaledwie sześciu spotkań w lidze czeskiej zdecydował się wrócić do Anglii. Podpisał kontrakt z drużyną Sheffield Wednesday i bronił jej barw przez 2 lata; w tym czasie rozegrał 44 spotkania. W roku 2000 opuścił zespół i przeniósł się do Włoch. Przez 3 lata bronił barw Brescii Calcio, w barwach której rozegrał 32 mecze.
W roku 2003 kariera Czecha się załamała. Nie potrafił znaleźć dla siebie miejsca w żadnym klubie, czego dowodem było 5 zmian klubów w ciągu roku. Najpierw przeniósł się z Brescii do drużyny Cosenza Calcio. W jej barwach rozegrał dziewięć spotkań, po czym znów wrócił na Wyspy i podpisał kontrakt z zespołem Portsmouth F.C. Nie był tam jednak podstawowym zawodnikiem. Po rozegraniu zaledwie trzech spotkań w ciągu pół roku zdecydował się zmienić klub. Został wypożyczony do zespołu West Ham United. W jego barwach rozegrał również tylko trzy spotkania – pierwsze w czasie wypożyczenia, dwa następne już po. Wciąż był jednak tylko rezerwowym. Kiedy wydawało się, że pozostanie nim co najmniej do końca sezonu, nadeszła oferta z Portugalii.
Srniček długo się nie zastanawiał i przyjął ofertę drużyny SC Beira-Mar jeszcze w 2004 roku. Perspektywa zostania w końcu podstawowym bramkarzem w klubie zadecydowała, iż zdecydował się podpisać kontrakt. W lidze portugalskiej grał przez 2 sezony. Były to dla niego udane lata, zagrał w niemal wszystkich spotkaniach o stawkę i w sumie rozegrał 63 mecze. W zespole czuł się bardzo dobrze, jednak kiedy w 2006 roku Shay Given odniósł kontuzję, pojawiła się szansa powrotu do Newcastle. W 87 minucie meczu z Tottenhamem irlandzki bramkarz naciągnął mięsień pachwiny i musiał pauzować przez kilka tygodni. Pavel był emocjonalnie związany z zespołem "Srok", dlatego zdecydował się podpisać krótkotrwałą umowę z drużyną z Wysp. Miał bronić tylko do czasu aż Shay Given odzyska zdrowie. Mimo tego odszedł z Beira-Mar, gdzie czuł się świetnie, do Newcastle. W klubie pojawił się jednak dopiero w sobotę 23 grudnia 2006 roku, wtedy to wygasł kontrakt z portugalskim zespołem. Został bardzo ciepło przyjęty przez fanów "Srok", którzy nie zapomnieli, jak wiele czeski bramkarz zrobił dla klubu. Tego samego dnia rozegrał swój 150. mecz w barwach Newcastle. 16 maja 2007 roku Sam Allardyce, menadżer klubu zdecydował, iż nie przedłuży umowy z Pavlem Srničkiem i zwolnił go na wolny transfer. Bramkarz nie znalazł już później nowego klubu i zakończył piłkarską karierę.
Pavel Srniček jest uznawany za jednego z najpopularniejszych piłkarzy Newcastle wszech czasów. Ponadto jest jedynym bramkarzem w ciągu ostatnich 10 lat, który otrzymał notę 10/10, będąc zawodnikiem przegranej drużyny, w indywidualnej klasyfikacji "The Sun". Stało się tak w meczu z Liverpoolem w sezonie 1996/1997.

## Śmierć
Pod koniec 2015 roku trafił do szpitala w Ostrawie z powodu utraty przytomności i zatrzymania akcji serca. Zmarł 29 grudnia. Jego pogrzeb odbył się 4 stycznia 2016 w rodzinnej Ostrawie, a prywatną ceremonię pogrzebową zaplanowano na 5 stycznia.